# Potamogeton natans
La espiga de agua  (Potamogeton natans) es una planta herbácea acuática de la familia de las potamogetonáceas.

## Caracteres
Hierba vivaz, con tallos sumergidos y al menos algunas hojas flotantes. Tallos alargados. Hojas de dos tipos: las flotantes redondeadas o casi acorazonadas en la base, de hasta 10 X 4 cm; las sumergidas estrechamente lineares y sin lámina. Flores hermafroditas dispuestas en espigas densas, pedunculadas, aéreas; periantio compuesto por 4 segmentos verdes; 4 estambres . Fruto en aquenio de 3-4 mm. Florece en primavera y verano.

## Hábitat
En remansos de ríos y arroyos.

## Distribución
En Europa, también en la península ibérica.

## Taxonomía
Potamogeton natans fue descrita por Carlos Linneo y publicado en Species Plantarum 1: 126. 1753.
Sinonimia
- Buccaferrea natans (L.) Bubani, Fl. Pyren. 4: 11 1901
- Spirillus natans (L.) Nieuwl., Amer. Midl. Naturalist 3: 16 1913
- Potamogeton plantago Bastard, Essai Fl. Maine et Loire: 64 1809
- Potamogeton petiolaris C.Presl in J.Presl & C.Presl, Delic. Prag.: 151 1822, nom. illeg.
- Potamogeton parnassiifolius Schrad. ex Mert. & W.D.J.Koch in J.C.Röhling, Deutschl. Fl., ed. 3, 1: 839 1823
- Potamogeton affinis Boenn. ex Cham. & Schltdl., Linnaea 2: 216 1827
- Potamogeton paludosus Bory ex Cham. & Schltdl., Linnaea 2: 216 1827
- Potamogeton petiolatus Wolfg. ex Schult. & Schult.f., Mant. 3: 352 1827
- Potamogeton uliginosus Boenn. ex Cham. & Schltdl. Linnaea 2: 216 1827
- Potamogeton besseri Steud., Nomencl. Bot., ed. 2, 2: 384 1841
- Potamogeton sparganiifolius Bab., Man. Brit. Bot., ed. 6: 363 1869, nom. illeg.
- Potamogeton kirkii Syme in Sm., Engl. Bot., ed. 3, 9: 31 1869
- Potamogeton gramineus subsp. variifolius (Thore) Nyman, Consp. Fl. Eur.: 682 1882
- Potamogeton fluitans var. petiolatus (Wolfg. ex Schult. & Schult.f.) Nyman, Consp. Fl. Eur., Suppl. 2: 286 1890
- Potamogeton polygonifolius var. parnassiifolius (Schrad. ex Mert. & W.D.J.Koch) Nyman, Consp. Fl. Eur., Suppl. 2: 286 1890
- Buccaferrea variifolia (Thore) Bubani, Fl. Pyren. 4: 12 (1901).
- Potamogeton morongii A.Benn., J. Bot. 42: 145 (1904).
- Potamogeton samariformis Hagstr., Kongl. Svenska Vetensk. Acad. Handl., n.s., 55(5): 166 (1916).[3]

## Nombres comunes
- Castellano: cucharetas, espigada, espiga de agua, espiga del agua, espina de agua, hierba de agua, potamogeton.[4]